# 灑爾佛散

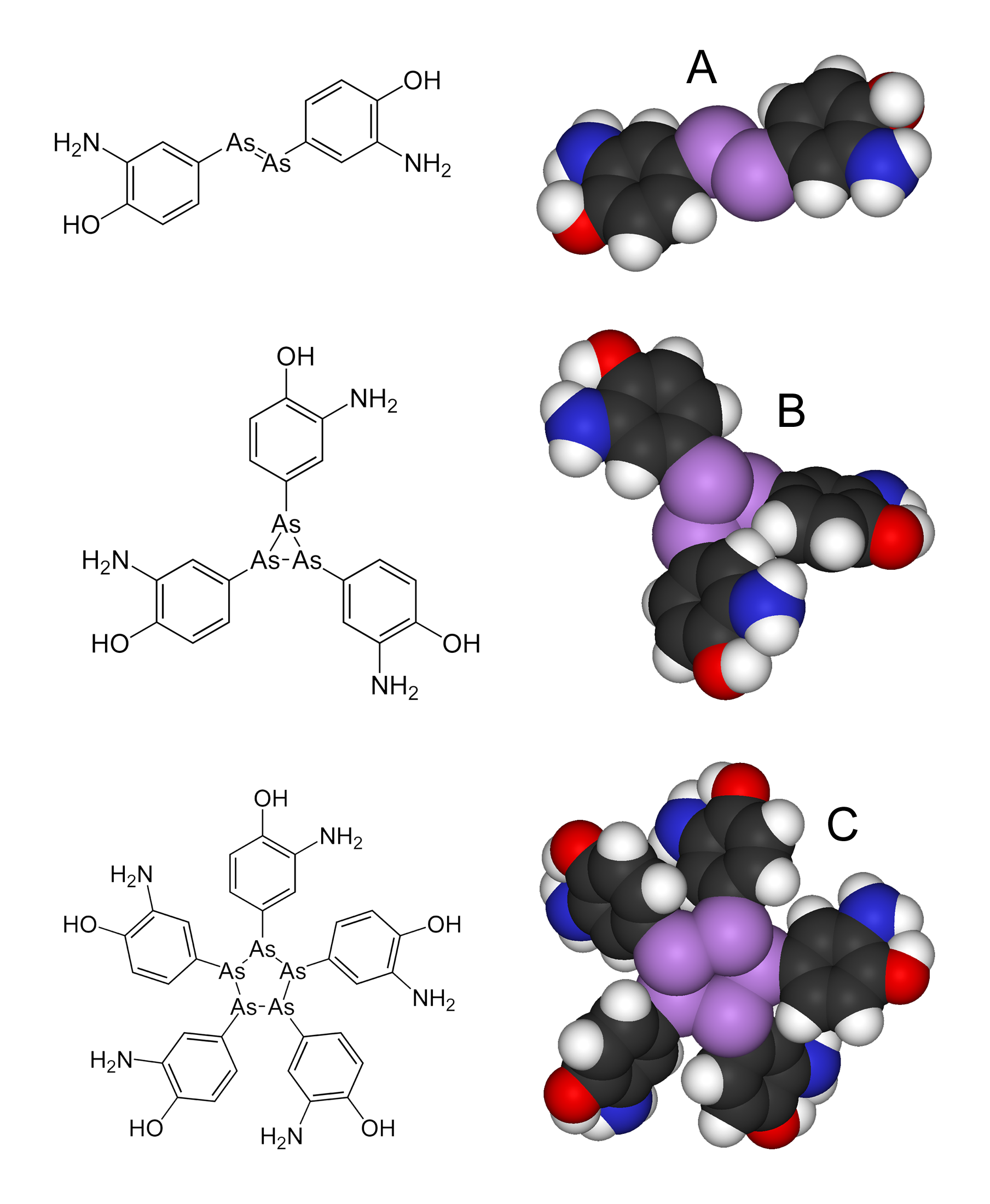
砷凡纳明的结构最初被认为是形如偶氮苯的双键连接的二聚体（A），但2005年的一项质谱分析则表明它实际上是三聚体（B）和五聚体（C）的混合物

洒尔佛散（德語：Salvarsan），也称作砷凡纳明或胂凡纳明（英語：Arsphenamine）或606，是第一种有效治疗梅毒的有机砷化合物，又用于治疗昏睡病，还是第一种现代化疗药物，1910年代初投入应用。

## 历史
1907年，德国化学家保罗·埃尔利希领导的研究小组中的Alfred Bertheim首次合成洒尔佛散。1909年，同组的秦佐八郎在试验几百种刚刚合成的有机砷化合物时发现其具有抗梅毒活性。埃尔利希之前猜测通过筛选众多化合物可以发现对人体没有伤害的抗生素，于是他的研究小组着手从剧毒药品对氨基苯胂酸的衍生物中寻找这样的药物。这一研究首次以团队合作的方式系统性地修饰某种先导化合物来提高其生物活性，开创现代药物化学研究之先河。洒尔佛散的作用靶标是梅毒螺旋体。
洒尔佛散发现时叫做606，因为它是当时第六组候选药物中的第六个。后来霍伊斯特公司以商品名洒尔佛散将其推向市场。洒尔佛散是第一种有机抗梅毒药，疗效比之前的无机汞化合物大有提高。当时药物剂型为黄色结晶状易潮解粉末，在空气中极不稳定。这使给药方式变得极为复杂：药品必须先在尽量隔绝空气的环境下溶于数百毫升无菌蒸馏水，然后才能注射入体内。药物的副作用有皮疹、肝脏损伤、生命危险和肢体损伤，洒尔佛散带来的这些伤害归咎于药物的不当处理和使用。因此，埃尔利希致力于规范给药流程，他评论道：“从实验室到临床是异常艰巨而又充满危险的一步”。
埃尔利希的实验室后来研发了一种溶解性更好，更容易制备，但疗效稍逊的有机砷化合物914号，并在1912年以商品名新洒尔佛散推向市场。新洒尔佛散仍有恶心、呕吐等轻微副作用，并且和洒尔佛散一样需要密封贮藏在充满氮气的药瓶里以防氧化。到了1940年代，青霉素取代这些有机砷化合物成为治疗梅毒的新药。
秦佐八郎离开埃尔利希的实验室后继续在日本从事新药的研究。

## 结构
人们一直以为洒尔佛散的分子结构中有砷砷双键，类似于偶氮苯中的氮氮双键。但2005年全面质谱分析显示洒尔佛散只有砷砷单键，并没有砷砷双键，而且该药是环状三聚体和五聚体的混合物。